# Wereldkampioenschappen wielrennen 2007 - Wegrit mannen elite
De 74e editie van de wegrit voor mannen elite op de wereldkampioenschappen wielrennen werd gehouden op 30 september 2007. De wedstrijd was de afsluiter van de wereldkampioenschappen wielrennen 2007.

## Deelnemers

#### Italiaanse selectie
| Rugnummer | Renner               | Ploeg                   |
| --------- | -------------------- | ----------------------- |
| 1         | Paolo Bettini        | Quick·Step - Innergetic |
| 2         | Alessandro Bertolini | Selle Italia            |
| 3         | Alessandro Ballan    | Lampre - Fondital       |
| 4         | Marzio Bruseghin     | Lampre - Fondital       |
| 5         | Damiano Cunego       | Lampre - Fondital       |
| 6         | Filippo Pozzato      | Liquigas                |
| 7         | Davide Rebellin      | Gerolsteiner            |
| 8         | Andrea Tonti         | Quick·Step - Innergetic |
| 9         | Matteo Tosatto       | Quick·Step - Innergetic |

#### Spaanse selectie
| Rugnummer | Renner              | Ploeg               |
| --------- | ------------------- | ------------------- |
| 10        | Carlos Barredo      | Quick·Step          |
| 11        | Manuel Beltrán      | Liquigas            |
| 12        | Juan Antonio Flecha | Rabobank            |
| 13        | Xavier Florencio    | Bouygues Télécom    |
| 14        | Óscar Freire        | Rabobank            |
| 15        | Joaquim Rodríguez   | Caisse d'Epargne    |
| 16        | Samuel Sánchez      | Euskaltel - Euskadi |
| 17        | Carlos Sastre       | Team CSC            |
| 18        | Alejandro Valverde  | Caisse d'Epargne    |

#### Australische selectie
| Rugnummer | Renner         | Ploeg             |
| --------- | -------------- | ----------------- |
| 19        | Allan Davis    | Discovery Channel |
| 20        | Scott Davis    | T-Mobile Team     |
| 21        | Cadel Evans    | Predictor - Lotto |
| 22        | Simon Gerrans  | Ag2r Prévoyance   |
| 23        | Mathew Hayman  | Rabobank          |
| 24        | Matthew Lloyd  | Predictor - Lotto |
| 25        | Trent Lowe     | Discovery Channel |
| 26        | Michael Rogers | T-Mobile Team     |
| 27        | William Walker | Rabobank          |

#### Russische selectie
| Rugnummer | Renner             | Ploeg                  |
| --------- | ------------------ | ---------------------- |
| 28        | Vladislav Borisov  | Universal Caffè        |
| 29        | Aleksandr Jefimkin | Team Barloworld        |
| 30        | Vladimir Jefimkin  | Caisse d'Epargne       |
| 31        | Vladimir Goesev    | Discovery Channel      |
| 32        | Vladimir Karpets   | Caisse d'Epargne       |
| 33        | Sergej Kolesnikov  | Unibet.com             |
| 34        | Aleksandr Kolobnev | Team CSC               |
| 35        | Denis Mensjov      | Rabobank               |
| 36        | Jevgeni Petrov     | Tinkoff Credit Systems |

#### Luxemburgse selectie
| Rugnummer | Renner         | Ploeg                                |
| --------- | -------------- | ------------------------------------ |
| 37        | Laurent Didier | Regiostrom-Senges                    |
| 38        | Kim Kirchen    | T-Mobile Team                        |
| 39        | Christian Poos | Continental Cycling Team Differdange |
| 40        | Andy Schleck   | Team CSC                             |
| 41        | Fränk Schleck  | Team CSC                             |

#### Duitse selectie
| Rugnummer | Renner            | Ploeg             |
| --------- | ----------------- | ----------------- |
| 42        | Marcus Burghardt  | T-Mobile Team     |
| 43        | Gerald Ciolek     | T-Mobile Team     |
| 44        | Christian Knees   | Team Milram       |
| 45        | David Kopp        | Team Gerolsteiner |
| 46        | Ronny Scholz      | Team Gerolsteiner |
| 47        | Stefan Schumacher | Team Gerolsteiner |
| 48        | Jens Voigt        | Team CSC          |
| 49        | Fabian Wegmann    | Team Gerolsteiner |
| 50        | Erik Zabel        | Team Milram       |

#### Belgische selectie
| Rugnummer | Renner            | Ploeg                            |
| --------- | ----------------- | -------------------------------- |
| 51        | Mario Aerts       | Predictor-Lotto                  |
| 52        | Stijn Devolder    | Discovery Channel                |
| 53        | Philippe Gilbert  | La Française des Jeux            |
| 54        | Björn Leukemans   | Predictor-Lotto                  |
| 55        | Maxime Monfort    | Cofidis, Le Crédit par Téléphone |
| 56        | Greg Van Avermaet | Predictor-Lotto                  |
| 57        | Jurgen Van Goolen | Discovery Channel                |
| 58        | Johan Vansummeren | Predictor-Lotto                  |
| 59        | Frederik Willems  | Liquigas                         |

#### Nederlandse selectie
| Rugnummer | Renner              | Ploeg                   |
| --------- | ------------------- | ----------------------- |
| 60        | Michael Boogerd     | Rabobank                |
| 61        | Thomas Dekker       | Rabobank                |
| 62        | Maarten den Bakker  | Skil - Shimano          |
| 63        | Robert Gesink       | Rabobank                |
| 64        | Karsten Kroon       | Team CSC                |
| 65        | Sebastian Langeveld | Rabobank                |
| 66        | Koos Moerenhout     | Rabobank                |
| 67        | Bram Tankink        | Quick·Step - Innergetic |
| 68        | Laurens ten Dam     | Unibet.com              |

#### Amerikaanse selectie
| Rugnummer | Renner                | Ploeg             |
| --------- | --------------------- | ----------------- |
| 69        | John Devine           | Elite             |
| 70        | Tyler Farrar          | Cofidis           |
| 71        | George Hincapie       | Discovery Channel |
| 72        | Bobby Julich          | Team CSC          |
| 73        | Jason McCartney       | Discovery Channel |
| 74        | Christian Vande Velde | Team CSC          |
| 75        | David Zabriskie       | Team CSC          |

#### Franse selectie
| Rugnummer | Renner           | Ploeg              |
| --------- | ---------------- | ------------------ |
| 76        | Stéphane Augé    | Cofidis            |
| 77        | Sandy Casar      | Française des Jeux |
| 78        | Sylvain Chavanel | Cofidis            |
| 79        | Pierrick Fédrigo | Bouygues Télécom   |
| 80        | Romain Feillu    | Agritubel          |
| 81        | Stéphane Goubert | AG2R Prévoyance    |
| 82        | Amaël Moinard    | Cofidis            |
| 83        | Ludovic Turpin   | AG2R Prévoyance    |
| 84        | Thomas Voeckler  | Bouygues Télécom   |

#### Engelse selectie
| Rugnummer | Renner         | Ploeg         |
| --------- | -------------- | ------------- |
| 85        | Mark Cavendish | T-Mobile Team |
| 86        | Roger Hammond  | T-Mobile Team |
| 87        | David Millar   | Saunier Duval |

#### Sloveense selectie
| Rugnummer | Renner          | Ploeg             |
| --------- | --------------- | ----------------- |
| 88        | Borut Božič     | Team LPR          |
| 89        | Kristjan Fajt   | Radenska-Powerbar |
| 90        | Jure Golčer     | Tenax-Menikini    |
| 91        | Matej Mugerli   | Liquigas          |
| 92        | Gorazd Štangelj | Lampre            |
| 93        | Matej Stare     | Perutnina Ptuj    |

#### Noorse selectie
| Rugnummer | Renner            | Ploeg           |
| --------- | ----------------- | --------------- |
| 94        | Kurt-Asle Arvesen | Team CSC        |
| 95        | Thor Hushovd      | Crédit Agricole |
| 96        | Mads Kaggestad    | Crédit Agricole |

#### Zweedse selectie
| Rugnummer | Renner            | Ploeg              |
| --------- | ----------------- | ------------------ |
| 103       | Gustav Larsson    | Unibet.com         |
| 104       | Marcus Ljungqvist | Team CSC           |
| 105       | Thomas Lövkvist   | Française des Jeux |

#### Deense selectie
| Rugnummer | Renner               | Ploeg    |
| --------- | -------------------- | -------- |
| 154       | Lars Ytting Bak      | Team CSC |
| 155       | Matti Breschel       | Team CSC |
| 156       | Chris Anker Sørensen | Team CSC |

#### Zwitserse selectie
| Rugnummer | Renner            | Ploeg           |
| --------- | ----------------- | --------------- |
| 177       | Fabian Cancellara | Team CSC        |
| 178       | Martin Elmiger    | AG2R Prévoyance |
| 179       | Beat Zberg        | Gerolsteiner    |

## Verslag
De wegwedstrijd bij de mannen was van begin af aan spannend. Enkele grote groepen wisten los te komen van het peloton maar hun voorsprong werd beperkt gehouden door de Nederlandse ploeg. Nadat de Australiërs het gat hadden dichtgereden, hielden de Italianen het tempo in het peloton hoog, waardoor uitloop-pogingen lastig werden en het peloton snel uitdunde. Twee ronden voor de finish ging Rebellin in de aanval en kreeg Kolobnev met zich mee. De twee leken aanvankelijk weg te komen, maar nadat hun voorsprong was opgelopen tot 35 seconden ging de Spaanse ploeg aan kop van het peloton het gat dichtrijden voor Freire. Op de laatste beklimming van de Birkenkopf zette Bettini aan en reed weg bij het peloton. De uit deze ontsnapping ontstane kopgroep (Bettini, Rebellin, Schleck, Sánchez, Schumacher, Wegmann, Evans, Kroon, Dekker, Boogerd, Gilbert, Leukemans, Elmiger en Kolobnev) werd niet meer bijgehaald door het peloton. Enkele kilometers voor de streep brak deze kopgroep weer en Bettini, Kolobnev, Schumacher, Schleck en Evans bleven met z'n vijven over voor het wereldkampioenschap. Kolobnev ging de sprint aan met Bettini en Schumacher in zijn wiel. Bettini won de sprint en prolongeerde hiermee zijn wereldtitel van 2006.

## Rituitslag

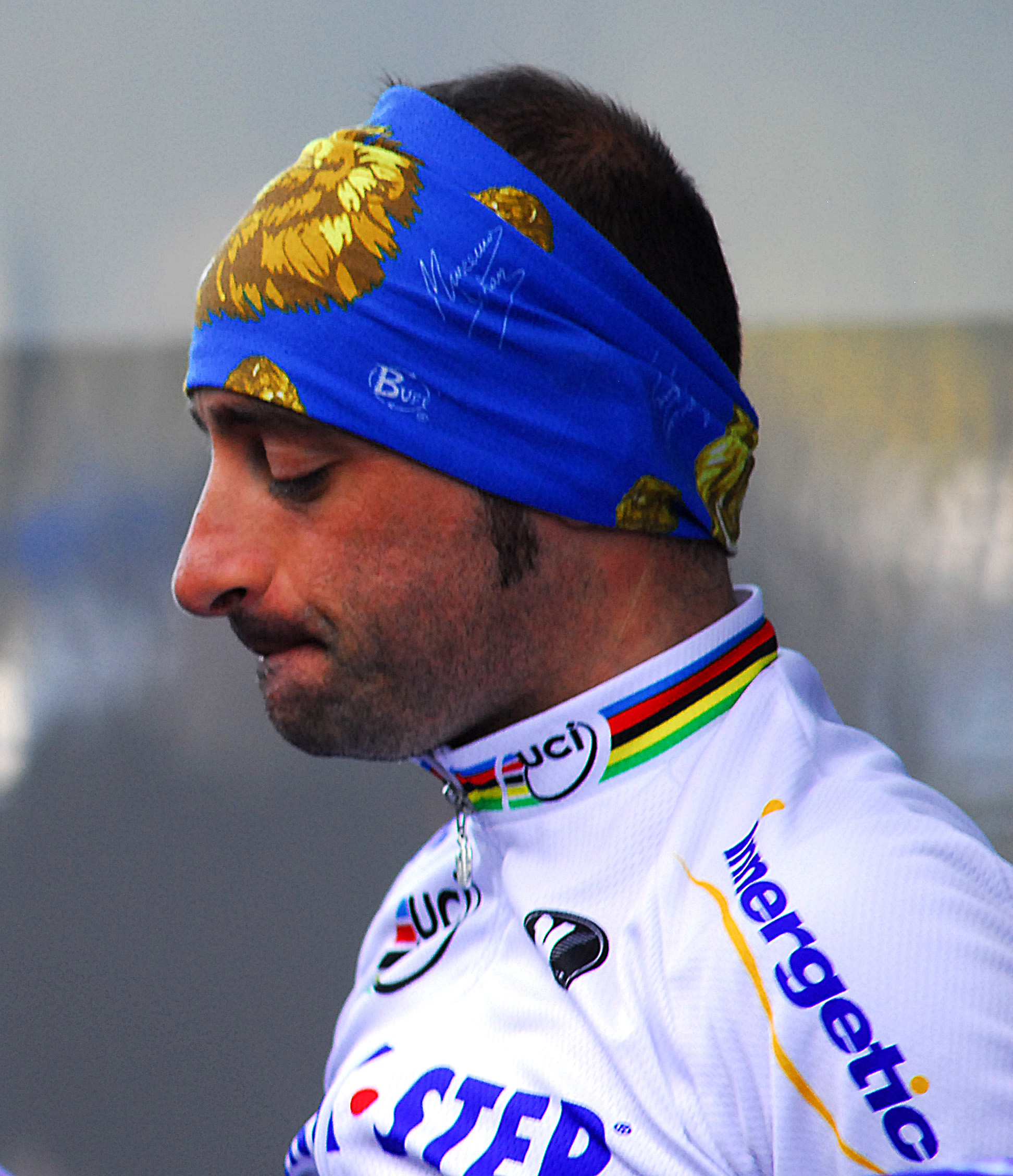
Paolo Bettini

| afstand                              | gem. snelheid |
| ------------------------------------ | ------------- |
| 267,4 km (14 rondes van elk 19,1 km) | 39,643 km/u   |

| pos.   | renner             | land        | tijd     |
| ------ | ------------------ | ----------- | -------- |
| Goud   | Paolo Bettini      | Italië      | 6u44'43" |
| Zilver | Aleksandr Kolobnev | Rusland     | z.t.     |
| Brons  | Stefan Schumacher  | Duitsland   | z.t.     |
| 4      | Fränk Schleck      | Luxemburg   | z.t.     |
| 5      | Cadel Evans        | Australië   | z.t.     |
| 6      | Davide Rebellin    | Italië      | +6"      |
| 7      | Samuel Sánchez     | Spanje      | +8"      |
| 8      | Philippe Gilbert   | België      | z.t.     |
| 9      | Fabian Wegmann     | Duitsland   | z.t.     |
| 10     | Martin Elmiger     | Zwitserland | z.t.     |

1927 · 
1928 · 
1929 · 
1930 · 
1931 · 
1932 · 
1933 · 
1934 · 
1935 · 
1936 · 
1937 · 
1938 · 
1946 · 
1947 · 
1948 · 
1949 · 
1950 · 
1951 · 
1952 · 
1953 · 
1954 · 
1955 · 
1956 · 
1957 · 
1958 · 
1959 · 
1960 · 
1961 · 
1962 · 
1963 · 
1964 · 
1965 · 
1966 · 
1967 · 
1968 · 
1969 · 
1970 · 
1971 · 
1972 · 
1973 · 
1974 · 
1975 · 
1976 · 
1977 · 
1978 · 
1979 · 
1980 · 
1981 · 
1982 · 
1983 · 
1984 · 
1985 · 
1986 · 
1987 · 
1988 · 
1989 · 
1990 · 
1991 · 
1992 · 
1993 · 
1994 · 
1995 · 
1996 · 
1997 · 
1998 · 
1999 · 
2000 · 
2001 · 
2002 · 
2003 · 
2004 · 
2005 · 
2006 · 
2007 · 
2008 · 
2009 ·
2010 · 
2011 · 
2012 · 
2013 · 
2014 · 
2015 · 
2016 · 
2017 · 
2018 · 
2019 · 
2020 · 
2021 · 
2022 · 
2023 · 
2024 · 
2025